# Israele ai Giochi della XIX Olimpiade
Israele partecipò ai Giochi della XIX Olimpiade che si sono svolti a Città del Messico dal 12 al 27 ottobre 1968, con una delegazione di 29 atleti impegnati in 4 discipline: Atletica leggera, calcio, nuoto e tiro. Portabandiera fu il nuotatore Gershon Shefa, alla sua terza Olimpiade.
Fu la quinta partecipazione di questo Paese ai Giochi. Non fu conquistata nessuna medaglia.